# Pepi 2.
Pepi 2. var en ægyptisk farao, som levede fra 2246-2152 f.kr. Han regerede i ikke mindre end 94 år, hvilket stadig er verdensrekord. Hans død skabte kaos, idet ingen vidste, hvem der skulle efterfølge ham. Pepi 2. ligger begravet i en pyramide i det sydlige Sakkara.
- Wikimedia Commons har flere filer relateret til Pepi 2.

| Biografi | Spire Denne biografi er en spire som bør udbygges. Du er velkommen til at hjælpe Wikipedia ved at udvide den. |

| Historie | Spire Denne historieartikel er en spire som bør udbygges. Du er velkommen til at hjælpe Wikipedia ved at udvide den. |